# Listă de filme sovietice din 1952
- Filme sovietice din: 1951 — 1952 — 1953

Aceasta este o listă de filme produse în Uniunea Sovietică în 1952.
| Titlu                   | Titlu original                       | Regizor                                             | Distribuție                                            | Gen                      | Note                                 |
| ----------------------- | ------------------------------------ | --------------------------------------------------- | ------------------------------------------------------ | ------------------------ | ------------------------------------ |
| 1952                    |                                      |                                                     |                                                        |                          |                                      |
| Azilul de noapte        | На дне                               | Аndrei Frolov                                       | Vladimir Batalov, Serghei Blinnikov                    | film-spectacol, dramatic | După Azilul de noapte de Maxim Gorki |
| Cadavrul viu            | Живой труп                           | Vladimir Vengherov, Vladimir Kojici, Antonin Dauson | Nikolai Simonov, Galina Iniutina                       | film-spectacol           |                                      |
| Căi nestrăbătute        | Пржевальский                         | Serghei Iutkevici                                   | Serghei Papov, Vsevolod Larionov, Boris Tenin          |                          |                                      |
| Maximka                 | Максимка                             | Vladimir Braun                                      | Tolea Bovikin, Veaceslav Tihonov                       |                          | Kiev Film Studio                     |
| Medicul de țară         | Сельский врач                        | Serghei Gherasimov                                  | Tamara Makarova, Grigori Belov, Vsevolod Sanaev        |                          |                                      |
| Orice naș își are nașul | На всякого мудреца довольно простоты | Anatoli Dormenko, Vladimir Suhobokov                | Nadejda Borskaia, Igor Ilinski, Elena Șatrova          | comedie                  | După piesă de Alexander Ostrovski    |
| Ruptura                 | Разлом                               | Pavel Bogoliubov, Iuri Muzâkant                     | Vitali Polițeimako, Vasili Sofronov, Elena Granovskaia |                          |                                      |